# 日米決戦
日米決戦（にちべいけっせん）は、1984年、日本プロ野球（NPB）の日本シリーズ優勝チームとメジャーリーグベースボール（MLB）のワールドシリーズ優勝チームが日本で対戦したシリーズ戦。
日本からは1984年日本シリーズ優勝の広島東洋カープ、MLBからは1983年ワールドシリーズ優勝のボルチモア・オリオールズが参加。4勝1敗でオリオールズが勝利した。
以降日米決戦は行われていない。

## 概要
読売新聞創刊110年、読売巨人軍創立50年記念イベントとした開催された。巨人を創設した正力松太郎の遺訓、「大リーグに追い付け追い越せ」がようやく具現化することに。日本職業野球連盟の綱領にも「一．我が連盟は日本野球の健全且つ飛躍的発達を期し以て世界選手権の獲得を期す」とあった。
日本からの出場は1984年日本シリーズ優勝チーム、MLBからは当年のワールドシリーズ優勝チームの来日は困難と判断され1983年優勝チームの参加となった。5回戦制で行われるが、3勝後もフルに行われ、その後は従来と同じスタイルの日米野球が10試合行われた。
初戦広島が川口和久の完封勝利で取るが、以降オリオールズが4連勝。4勝1敗でオリオールズが制した。
「日米決戦」と吟いながら賞金も表彰もなく、形としては従来の日米野球とほとんど変わることもなかった。これ以降日本のチャンピオンチームとMLBの対戦は行われていない。

## 試合結果

### 第1戦
10月27日　第1戦　後楽園球場　33,000人
| オリオールズ | 0 | 0 | 0 | 0 | 0 | 0 | 0 | 0 | 0 | 0 |
| 広島         | 0 | 1 | 0 | 0 | 0 | 0 | 0 | 0 | × | 1 |

| （オ） | ●M.ボディッカー(1敗)、B.スワガティ、 S.スチュアート- R.デンプシー、F.レイフォード |
| （広） | ○川口（1勝） - 達川                                                               |
| 本塁打 |                                                                                   |
| （オ） |                                                                                   |
| （広)  |                                                                                   |

### 第2戦
10月28日　第2戦　後楽園球場　45,000人
| オリオールズ | 0 | 0 | 0 | 1 | 0 | 0 | 1 | 2 | 1 | 5 |
| 広島         | 0 | 0 | 1 | 0 | 0 | 0 | 2 | 0 | 0 | 3 |

| （オ）          | S.デービス、M.ブラウン、 T.アンダーウッド、○N.スネル(1勝)、S.スチュアート(1S)- R.デンプシー、F.レイフォード |
| （広）          | 山根、山本和、●小林(1敗)、新美 - 達川、山中                                                                 |
| 本塁打          | |
| （オ)クルーズ×2 | |
| （広)           | |

### 第3戦
10月30日　第3戦　西武ライオンズ球場　15,000人
| オリオールズ | 0 | 1 | 0 | 0 | 0 | 1 | 2 | 1 | 0 | 5 |
| 広島         | 1 | 0 | 0 | 2 | 0 | 0 | 0 | 0 | 0 | 3 |

| （オ）      | K.ディクソン、○B.スワガティ(1勝)、 S.スチュアート(1S)- R.デンプシー |
| （広）      | ●北別府(1敗)、小林、新美-山中、達川                                 |
| 本塁打      |                                                                     |
| （オ)シーツ |                                                                     |
| （広)小川   |                                                                     |

### 第4戦
10月31日　第4戦　横浜スタジアム　20,000人
| オリオールズ | 0 | 0 | 1 | 1 | 0 | 0 | 1 | 0 | 4 | 7 |
| 広島         | 0 | 2 | 0 | 0 | 0 | 0 | 1 | 2 | 0 | 5 |

| （オ）    | D.マルチネス、M.ブラウン、 ○N.スネル(2勝)、T.アンダーウッド(1S)- F.レイフォード、R.デンプシー |
| （広）    | 川端、山本、新美、古沢、●小林(2敗)-達川、山中                                                 |
| 本塁打    |                                                                                               |
| （オ)     |                                                                                               |
| （広)斎藤 |                                                                                               |